# Cratere Seker
Seker è un cratere sulla superficie di Ganimede.